# Andrzej Nakielski
Andrzej Nakielski (ur. 26 lipca 1971 w Olsztynie) – polski piłkarz i trener, założyciel Naki Olsztyn.

## Piłkarz
Nakielski grał na pozycji obrońcy. W wieku 21 lat przeszedł do Bałtyku Gdynia, by po półtora sezonu przenieść się do Polonii Gdańsk. Wiosną 1996 roku przeniósł się do I-ligowego wówczas Stomilu Olsztyn. W klubie tym występował przez około 2 lata. W tym czasie zagrał w 51 spotkaniach na szczeblu I-ligowym. Wiosną 1998 roku podjął decyzję o zakończeniu kariery piłkarskiej.

## Trener
Jeszcze za czasów gry w olsztyńskim klubie Nakielski trenował zespoły juniorskie Stomilu, zdobywając w 2003 brązowy medal Mistrzostw Polski Juniorów. Po zakończeniu kariery zawodniczej otworzył własną Szkółkę Piłkarską Naki Olsztyn, która skupiała młodych zawodników olsztyńskiego zespołu. Wyszli z niej m.in.: Arkadiusz Czarnecki, Łukasz Jegliński, Adrian Mierzejewski, Paweł Łukasik, Paweł Alancewicz. W 2005 roku objął posadę trenerską w IV-ligowym Stomilu, z którym w sezonie 2006/2007 awansował do III ligi, a w sezonie 2007/08 do II ligi. Po ponad trzech latach pracy 15 października 2008, po wygranym meczu z wyżej notowanym KSZO Ostrowiec Świętokrzyski, zrezygnował z prowadzenia OKS 1945 Olsztyn. Obecnie posiada licencję do prowadzenia zespołów w I lidze.

## Naki Olsztyn
Szkółka piłkarska Andrzeja Nakielskiego powstała w 1996. Jej drużyny były juniorskimi zespołami Stomilu Olsztyn. Największe sukcesy to: 2 krotne zwycięstwo w prestiżowym halowym Turnieju „Lwy Gdańskie”, brązowy medal w Pucharze im. Marka Wielgusa oraz Mistrzostwo Polski 11 latków (Danone – Cup 2008) i wyjazd na Mistrzostwa Świata 11 latków do Paryża. Wychowankiem NAKI jest m.in. Adrian Mierzejewski. Od 2008 roku Naki Olsztyn jest osobną szkółką piłkarską.